# Линнансаари (национальный парк)
Национальный парк «Линнансаари» (фин. Linnansaaren kansallispuisto) расположен на границе Южной и Северной Савонии. Он находится в середине озера Хаукивеси (Haukivesi), части озера Сайма. Национальный парк был основан для сохранения основных природных особенностей озёрного края Финляндии в 1956 году. Площадь составляет 96 кв.км.
На главном острове находится старинный хутор. На ферме до сих пор практикуется подсечно-огневое земледелие для сохранения старых форм культуры.

## Обитатели и природа парка
Большая часть основного острова национального парка покрыта лесами и лугами. Сотни больших и малых островов посреди Саймы — единственное место, где можно увидеть уникальное животное, находящееся на грани исчезновения, — сайменскую кольчатую нерпу. А в небе над парком обитает крупная хищная птица скопа.

## Занятия
Сплавы
Просторы открытой воды на озере Хаукивеси (Haukivesi) и проливы между островами подойдут для путешествий на лодках и каноэ. Передвигаясь таким образом, можно легко попасть в кемпинг «Саммаккониеми» (Sammakkoniemi) на острове Линнансаари (Linnansaari), в деревни Поросалми (Porosalmi) и Орави (Oravi), а также на причал в Мусталахти (Mustalahti). Большая протяжённость парка (около 40 км в длину) позволяет отправиться даже в многодневное водное приключение с палаткой.
Катание на коньках
Когда воду озёр сковывает лёд, коньки — самый быстрый способ попасть с одного острова на другой. Проложенный по территории парка маршрут длиной 18 км идёт из Орави (Oravi) в Поросалми (Porosalmi), по пути заворачивая к остановкам для отдыха в Саммаккониеми (Sammakkoniemi) и Пиени-Лаппи (Pieni-Lappi), где можно погреться у костра.
Катание на лыжах
Лыжня обычно проходит рядом с расчищенными участками льда для катания на коньках.
Рыбалка
Возле островов национального парка можно бесплатно рыбачить с удочкой и заниматься подлёдной ловлей, за исключением озера Линнансааренлампи (Linnansaarenlampi). Для остальных видов рыбалки необходима лицензия. Поскольку на озере Хаукивеси (Haukivesi) обитает находящаяся под угрозой исчезновения сайменская кольчатая нерпа, здесь запрещена ловля рыбы сетями, а также некоторые другие виды рыбалки.
Наблюдение за птицами
Здесь можно понаблюдать за жизнью и повадками птиц в естественных условиях, которых встречается около 70 разновидностей, включая скопу и белоспинного дятла.
Ягоды и грибы
Леса национального парка летом богаты черникой, другими ягодами и грибами.
Походы
Для тех, кто хочет узнать как можно больше о флоре и фауне национального парка, организуются походы и специальные экскурсии.
Купание
Самые живописные пляжи находятся в Камарлуото (Kamarluoto) и рядом с кемпингом «Саммаккониеми» (Sammakkoniemi).

## Пешие маршруты
Путешествуя по главному острову национального парка, можно увидеть основные достопримечательности. Все пешеходные тропы берут начало от кемпинга «Саммаккониеми» (Sammakkoniemi) на острове Линнансаари.
Природная тропа «Линнонполку» (Linnonpolku)
Протяжённость 2 км. Тропа, обозначенная на местности оранжевыми отметками, знакомит с природой острова Линнансаари (Linnansaari), а сквозь деревья виднеется озеро Хаукивеси (Haukivesi). Здесь можно увидеть, как человеческий труд и влияние природных явлений на протяжении веков формировали ландшафт местности, а также узнать об истории возникновения цепи сайменских озёр.
Кольцевые маршруты
Протяжённость 7 км и 2 км. Тяжёлый и интересный путь через крутые скалы и густые леса выводит к смотровой точке на скале Линнавуори (Linnavuori) с видом на озеро Хаукивеси (Haukivesi). На тропе также встретится переправа — навесной деревянный мост через озеро Линнансааренлампи (Linnansaarenlampi). Более лёгкий кольцевой маршрут проходит у подножия скалы Линнавуори (Linnavuori).
Тропа к старинному хутору Линнансаари (Linnansaaren torppa)
Протяжённость 0,7 км. Прогуливаясь по тропе, можно узнать о старинных обычаях, укладе жизни и истории развития подсечно-огневого земледелия на острове. Тропа подходит для прогулок с детскими колясками, а также для людей с ограниченными возможностями.

## Достопримечательности
1. Хутор Линнансаари (Linnansaaren torppa). Старинные постройки на хуторе Линнансаари, а также поля и луга, где ранее широко использовалось подсечно-огневое земледелие, познакомят с бытом предков, живших на острове в начале прошлого века.
2. Скала Линнавуори (Linnavuori). Финское название Linnavuori в переводе на русский язык означает «крепостная гора». В XI–XIV веках крутая скала могла служить убежищем в неспокойные времена благодаря находящимся поблизости поселениям, водным путям и берегам с отвесными спусками, хотя никаких следов старинной крепости не сохранилось. Со смотровой точки на вершине скалы Линнавуори (Linnavuori) открывается вид на уходящие вдаль сайменские озёра. А ещё ходят легенды, что на виднеющемся со скалы маленьком островке Каунислуото (Kaunisluoto) спрятано сокровище. Заполучить таинственный клад сможет тот, кто приедет на остров по первому льду в санях, запряжённых жеребёнком одного дня отроду, или силач, который сможет докинуть до острова топор весом 5 фунтов с вершины горы Линнавуори (Linnavuori).
3. Визит-центр «Риихисаари». В сайменском природном и культурном центре «Риихисаари» (Riihisaari) в городе Савонлинна проходят разнообразные выставки природы и искусства краеведческого музея Савонлинны. Здесь можно получить подробную информацию о национальном парке, наведаться в сувенирный магазин, взять напрокат туристическое снаряжение и приобрести лицензии для рыбалки. Визит-центр находится в примерно в 40 км от главного острова Линнансаари.

## Проезд к парку
Национальный парк «Линнансаари» расположен к востоку от трассы № 5 в регионе Южное Саво, неподалёку от городов Рантасалми (Rantasalmi), Савонлинна (Savonlinna) и Варкаус (Varkaus).
По воде
В период навигации на остров Линнансаари (Linnansaari) регулярно отправляются катера и лодки. Также до национального парка можно добраться на собственной лодке или каноэ со стороны Савонлинны (Savonlinna), Варкауса (Varkaus), Хейнявеси (Heinävesi) и Йоэнсуу (Joensuu). Летом в национальном парке из Поросалми (Porosalmi) организуются еженедельные походы в сопровождении гида.
Водное такси
Добраться до парка можно на катере, который ходит по расписанию с конца мая до середины августа из Орави (Oravi) и Поросалми (Porosalmi).
На автомобиле
Парковки для машин и начальные точки маршрутов находятся в Поросалми (Porosalmi) и Орави (Oravi).
На общественном транспорте
Из городов Савонлинна и Варкаус по будним дням ходит рейсовый автобус в Орави (Oravi) и Поросалми (Porosalmi).

## Места для ночёвки
Палатки
Останавливаться с палаткой следует на специально обустроенных стоянках, информацию о которых можно узнать в визит-центре. На территории площадок имеются места для разведения костра, заготовленные дрова, биотуалеты и информационные стенды.
Кемпинг
Кемпинг «Саммаккониеми» (Sammakkoniemi) расположен в южной части острова Линнансаари и открыт для гостей в навигационный период. Здесь можно поставить палатку или переночевать в летнем домике, сдаваемом в аренду.
Лодки
В национальном парке имеется 20 причалов для лодок. Если нет никаких ограничений относительно передвижения или высадки на конкретном острове, то переночевать можно в собственной лодке, остановившись на берегу.

## Правила нахождения в национальном парке
Костры
Разведение костров в парке допускается только в специально предназначенных местах, которые расположены возле всех палаточных городков. Здесь есть жаровни и заготовленные дрова. В пожароопасный период разводить огонь можно только на территории кемпинга «Саммаккониеми» (Sammakkoniemi), где есть кострище и летняя кухня.
Мусор
В парке не принято оставлять мусор. Горючие отходы можно сжечь в костре, пищевые отходы выбросить в биотуалет, прочий мусор — вынести к специальным контейнерам, расположенным у входа в парк.
Животные
Домашних животных можно выгуливать в парке только на поводке.
Транспорт
На озере Линнансааренлампи (Linnansaarenlampi) запрещено передвигаться на моторных лодках.

## Внешние ссылки
- Национальный парк «Линнансаари»
- Outdoors.fi – Linnansaari National Park